# Яків Пархоменко
Яків Пархоменко (Колос) (? — після 1658) — був спершу писарем у Б. Хмельницького, згодом полковником чигиринським (1651, 1653, 1654), пізніше — черкаським (1653–1654, 1655–1658). Часто виконував дипломатичні доручення гетьманів Б. Хмельницького і І. Виговського.